# Élection présidentielle srilankaise de 1982
L'élection présidentielle sri lankaise de 1982 est la première élection présidentielle du Sri Lanka, un an avant le début de la guerre civile.

## Système politique
Le Dominion de Ceylan venait de s’émanciper du Commonwealth en 1972, et dans la première constitution du Sri Lanka, la constitution de 1972, le poste de président n'était qu'alors un titre honorifique, détenu par William Gopallawa, dernier gouverneur général de Ceylan. Les pouvoirs exécutifs étaient détenus par le premier ministre, qui lui, était élu indirectement grâce aux élections législatives : le chef du parti politique recueillant le plus de voix devient le Premier ministre.
Aux élections législatives de 1977, Jayewardene devient le Premier ministre et réussit à instaurer de force la nouvelle Constitution en 1978, qui donne les pouvoirs exécutifs au président. Le fait qu'il y ait un transfert de pouvoir entre les postes de Premier ministre et de Président, l'actuel président Gopallawa est démis de ses fonctions et est remplacé par Jayewardene lui-même, sans passer par des élections.
Le système politique du Sri Lanka est basé sur le système de Westminster, avec un parti leader, et un chef de l'opposition.

## Contexte

### Conflit communiste
En 1971, le parti marxiste Janatha Vimukthi Peramuna tente un coup d'état contre le pouvoir en place. Entre 1 200 et 5 000 personnes meurent dans cette insurrection.

### Conflit cingalais-tamoul
Aux élections législatives de 1977, le parti fédéraliste tamoul Tamil United Liberation Front réussit l'exploit de finir second, et d'être représenté comme l'opposition principale de United National Party, parti conservateur et nationaliste cingalais.
Sachant que des conflits ethniques ont déjà eu lieu par le passé, comme le massacre de Gal Oya en 1956, ou le pogrom anti-tamoul de 1958, cette élection législatives de 1977 a attisé la haine des nationaliste cingalais qui se lancèrent dans un massacre de tamoul à l'échelle nationale. Le premier ministre conservateur Jayewardene décide alors de changer de constitution en 1978.
La confiance était rompu entre les 2 ethnies, et le président Jayewardene joue sur le nationalisme pour attiser la haine des cingalais. En 1981, soit un an avant l'élection présidentielle, une foule cingalaise brûle la bibliothèque de Jaffna, seule bibliothèque tamoul du pays, et l'une des plus grandes d'Asie à ce moment.
Le parti politique du président Jayewardene, l'United National Party est responsable de cet incendie, mais personne ne le sait à cette époque. Le président cingalais de 2006, Mahinda Rajapakse, responsable du parti d'opposition Sri Lanka Freedom Party, accusera l'UNP au parlement. Puis le responsable de l'UNP de 2016, Ranil Wickremesinghe, s'excusera au nom du parti pour cet évenement.
Les élections de 1982 commencent alors dans un climat de tension.

## Résultats
Résumé du résultats de l'élection présidentielle de 1982
| Candidate             | Candidate             | Party                     | Votes     | %        |
| --------------------- | --------------------- | ------------------------- | --------- | -------- |
|                       | Jayewardene           | United National Party     | 3 450 811 | 52,91 %  |
|                       | Hector Kobbekaduwa    | Sri Lanka Freedom Party   | 2 548 438 | 39,07 %  |
|                       | Rohana Wijeweera      | Janatha Vimukthi Peramuna | 273 428   | 4,19 %   |
|                       | Kumar Ponnambalam     | All Ceylon Tamil Congress | 173 934   | 2,67 %   |
|                       | Colvin de Silva       | Lanka Sama Samaja Party   | 58 531    | 0,90 %   |
|                       | Vasudeva Nanayakkara  | Nava Sama Samaja Party    | 17 005    | 0,26 %   |
| Votes valables        | Votes valables        | Votes valables            | 6 522 147 | 100,00 % |
| Votes rejetés         | Votes rejetés         | Votes rejetés             | 80 470    |          |
| Nombre de votes       | Nombre de votes       | Nombre de votes           | 6 602 617 |          |
| Électeurs enregistrés | Électeurs enregistrés | Électeurs enregistrés     | 8 145 015 |          |
| Participation         | Participation         | Participation             | 81,06 %   |          |